# Florian Plit
Florian Longin Plit (ur. 6 grudnia 1947 w Augustowie) – polski geograf specjalizujący się w geografii regionalnej i dydaktyce geografii, profesor nauk o Ziemi, profesor zwyczajny Uniwersytetu Warszawskiego i Uniwersytetu Jana Kochanowskiego w Kielcach, prezes Polskiego Towarzystwa Geograficznego (1997–2002).

## Życiorys
W 1970 ukończył studia na Uniwersytecie Warszawskim. Na uczelni tej doktoryzował się następnie w zakresie geografii fizycznej (1974) i geografii ekonomicznej (1981). Stopień naukowy doktora habilitowanego uzyskał w 1981. Tytuł naukowy profesora nauk o Ziemi otrzymał 15 stycznia 1996.
Od ukończenia studiów związany z Uniwersytetem Warszawskim, na którym uzyskał stanowisko profesora zwyczajnego. Na UW kierował m.in. Zakładem Badań Regionalnych i Studiów Porównawczych (1984–1988), Zakładem Badań Regionalnych Afryki i Azji oraz Katedrą Dydaktyki Geografii i Krajoznawstwa. W latach 1987–1993 i w kadencji 2008–2012 pełnił funkcję prodziekana Wydziału Geografii i Studiów Regionalnych UW. Objął również stanowisko profesora zwyczajnego w Instytucie Geografii na Wydziale Matematyczno-Przyrodniczym Uniwersytetu Jana Kochanowskiego w Kielcach. Był też wykładowcą Wyższej Szkoły Ekonomiczno-Turystycznej w Szczecinie.
Przebywał na stażach w Algierii (1975), Maroku (1979), Francji (1982–1983) i Egipcie (1989, 1993). Jego zainteresowania naukowe obejmują m.in. relacje między środowiskiem przyrodniczym a działalnością człowieka na obszarach międzyzwrotnikowych. Autor podręczników szkolnych i prac: Środowisko przyrodnicze obszarów międzyzwrotnikowych i podzwrotnikowych (1981) oraz Pustynnienie antropogeniczne na obrzeżach Sahary i Azji Środkowej (1995).
W latach 1997–2002 był prezesem Polskiego Towarzystwa Geograficznego. Został również członkiem Komitetu Nauk Geograficznych Polskiej Akademii Nauk.
W 2004, za wybitne zasługi w pracy naukowej, dydaktycznej i organizacyjnej, został odznaczony Krzyżem Kawalerskim Orderu Odrodzenia Polski. Otrzymał też Medal Komisji Edukacji Narodowej (1998).